# Problème de la mesure quantique
Le problème de la mesure quantique consiste en un ensemble de problèmes, qui mettent en évidence des difficultés de corrélation entre les postulats de la mécanique quantique et le monde macroscopique tel qu'il nous apparaît ou tel qu'il est mesuré.
Ces problèmes sont :
1. L'évolution de la fonction d'onde étant causale et déterministe (postulat 6), et représentant toute l'information connaissable sur un système (postulat 1), pourquoi le résultat d'une mesure quantique est-il fondamentalement indéterministe (postulat 4 et postulat 5) ?
2. L'évolution de la fonction d'onde étant linéaire et unitaire (postulat 6), comment les superpositions quantiques peuvent-elles disparaître (postulat 5), alors que la linéarité/unitarité mène naturellement à une préservation des états superposés ?

Même si ces deux problèmes sont liés, il importe de les distinguer car certaines solutions comme la décohérence apportent une réponse au problème 2, mais pas au problème 1.

## Présentation

### Historique
Le  problème de la mesure a été formalisé pour la première fois par John von Neumann en 1932 dans son livre Les Fondements mathématiques de la mécanique quantique (en) (chapitre VI). Il a été par la suite, en 1935, popularisé par Erwin Schrödinger avec son fameux « paradoxe du chat ».
Depuis, ce problème a fait l'objet de nombreux débats et reste encore au XXIe siècle l'objet de polémiques, même si des solutions ont été établies et sont acceptées par une majorité (mais pas la totalité) des physiciens.

### Exposé approfondi
Rappelons rapidement les postulats de la mécanique quantique dont il est question dans la suite de l'article :
- postulat 1 : postulat de l'état quantique
- postulat 2 : principe de correspondance
- postulat 3 : postulat de la mesure
- postulat 4 : interprétation probabiliste
- postulat 5 : postulat de réduction du paquet d'onde
- postulat 6 : postulat de l'évolution unitaire

Le problème de la mesure consiste en fait en un ensemble de problèmes, qui mettent en évidence des difficultés de corrélation entre les postulats de la mécanique quantique et le monde macroscopique tel qu'il nous apparaît ou tel qu'il est mesuré.
Ces problèmes sont :
- PMQ1 : L'évolution de la fonction d'onde étant causale et déterministe (postulat 6), et représentant toute l'information connaissable sur un système (postulat 1), pourquoi le résultat d'une mesure quantique est-il fondamentalement indéterministe (postulat 4 et postulat 5) ?

- PMQ2 : L'évolution de la fonction d'onde étant linéaire et unitaire (postulat 6), comment les superpositions quantiques peuvent-elles disparaître (postulat 5), alors que la linéarité/unitarité mène naturellement à une préservation des états superposés ?

Même si ces deux problèmes sont liés, il importe de les distinguer car certaines solutions comme la décohérence apportent une réponse à PMQ2, mais pas à PMQ1.

### Développement et explication
Le postulat 5 peut être vu comme mathématiquement et logiquement incohérent avec le postulat 6. En effet, d'après les postulats 1 et 6, l'état physique et son évolution est entièrement et complètement décrit par un vecteur et son évolution par l'équation de Schrödinger. Le postulat 5 (qui décrit également une certaine « évolution » de la fonction d'onde) n'a donc pas logiquement de raison d'être et il devrait normalement être « contenu » de manière cachée dans le postulat 6 si le postulat 1 est correct.
Or on voit mal, a priori, comment le postulat 5 pourrait être issu du postulat 6 :
- D'après John von Neumann, l'évolution unitaire de la fonction d'onde décrite par le postulat 6 est thermodynamiquement réversible, alors que l'effondrement de la fonction d'onde décrite par le postulat 5 est thermodynamiquement irréversible. On peut reformuler cette remarque en disant que l'évolution unitaire est causale, ou déterministe, alors que l'effondrement de la fonction d'onde est acausale et indéterministe (PMQ1).

- Un autre problème majeur lié à PMQ1 est que le résultat d'une mesure est unique, alors que la fonction d'onde décrit une réalité multiple et ne mène pas - mathématiquement et physiquement - à une réalité unique. Ici encore, il y a conflit et incohérence entre le postulat 5 et le postulat 6. C'est le « problème de l'unicité » (Roland Omnès) ou le problème du « ou-et » (John Stewart Bell).

- L'évolution de la fonction d'onde a un caractère fondamentalement continu, alors que l'effondrement de la fonction d'onde a un caractère discontinu (lié à PMQ2).

- Enfin, et surtout, l'évolution décrite dans le postulat 6 est unitaire, c'est-à-dire qu'elle conserve la norme et donc le produit scalaire. Or, le processus décrit par le postulat 5 est fondamentalement non unitaire, et ne conserve pas le produit scalaire, puisqu'il y a projection. À un certain moment, la probabilité (qui est - postulat 4 - donnée par un produit scalaire) d'être dans un certain état est à une certaine valeur 0 < P < 1, et à l'instant suivant (d'après le postulat 5) cette probabilité devient soit 1, soit 0 (PMQ2).

Il se pose aussi la question, par rapport à ce problème, de savoir quand (ou sur quels critères) employer le postulat 5 plutôt que le postulat 6 (ou inversement) pour traiter de l'évolution d'un système. Il n'existe pas de critère formel mathématique pour savoir s'il faut, face à un certain système quantique, employer plutôt l'un ou l'autre pour traiter de son évolution.
Cette dernière question est d'une importance capitale en ce qui concerne l'informatique quantique puisque cette dernière repose sur la maîtrise de l'évolution d'un système quantique, et de l'application du postulat 5 (obtenir le résultat d'un algorithme quantique) par rapport au postulat 6 (qui gouverne le mécanisme de l'algorithme quantique lui-même). Il y a donc, par rapport à ce problème, des éléments de réponse nouveaux à attendre du développement de cette discipline.

## Solutions
Ces considérations ont amené de nombreux physiciens à remettre en cause soit le postulat 1 (théories à variables cachées non locales, intervention de la conscience), soit le postulat 5 (univers multiples, décohérence). La seule solution ne remettant en cause aucun postulat est l'interprétation de Copenhague.
Il n'existe toujours pas de solution unanimement reconnue par la communauté des physiciens, même si certaines sont plus acceptées que d'autres.

### Approche positiviste
Selon l'approche positiviste, la mécanique quantique n'est pas censée décrire la réalité. Cette approche repose sur la constatation qu'il n'y a de véritable problème que si l'on considère que les postulats de la mécanique quantique possèdent une certaine ontologie, et décrivent (au moins partiellement) la réalité. Si on prend la position que les postulats ne décrivent pas la réalité en elle-même, mais ce que l'on peut pragmatiquement connaître sur elle, alors ces problèmes deviennent dépourvus de sens car ces problèmes ne concernent alors plus la réalité en elle-même, mais une axiomatique qui est « telle qu'elle est » et qui n'a pas à justifier de ses incohérences tant qu'elle donne des résultats qui sont, à toutes fins utiles, corrects. Encore moins a-t-elle à justifier du manque de cohérence entre son formalisme et nos idées préconçues sur ce à quoi devrait ressembler le monde. Comme l'écrit W.H. Zurek : « Le seul échec de la mécanique quantique est de ne pas avoir pu s'accorder avec nos préjugés ».
Cette approche pragmatique et positiviste constitue d'ailleurs l'essence de l'interprétation de Copenhague de la physique quantique.

#### Interprétation de Copenhague
Cette approche repose sur la conviction que la mécanique quantique n'est qu'une description de tout ce que nous pouvons connaître de la réalité, mais ne décrit pas la réalité en elle-même.
De plus, étant d'obédience positiviste, cette approche nie que le concept de « réalité » ait un sens scientifique, et tout raisonnement ou problème de nature scientifique par rapport à une « réalité » est exclu. Notamment, cette interprétation stipule que la question de savoir quel est l'état réel d'une particule entre deux mesures n'a pas de sens.  
Stephen Hawking résume bien cette approche, avec son sens de la formule : « Je ne demande pas qu'une théorie corresponde à la réalité, car je ne sais pas ce qu'est la réalité. Ce n'est pas quelque chose que l'on peut tester avec du papier pH. Tout ce qui m'importe est que la théorie prévoie correctement le résultat d'une expérience. »
Cette approche constitue, au XXIe siècle, la « solution officielle » du problème de la mesure, et reste une opinion majoritaire parmi les physiciens, même si un nombre croissant de ceux-ci accordent de l'intérêt à la théorie de la décohérence.
Physiciens représentatifs de cette approche
Niels Bohr (à l'origine de l'interprétation de Copenhague), Stephen Hawking

#### Autres approches positivistes
Depuis l'interprétation de Copenhague, le courant positiviste a continué à commenter le problème de la mesure, en tenant compte de l'épistémologie moderne. En dehors des physiciens, les épistémologues et les philosophes se sont emparés de ce problème.

##### Courantwittgensteinien
Ce courant tente de montrer que le problème de la mesure est un problème dû à l'imprécision du langage dans lequel est formulé d'une part la théorie quantique et d'autre part le paradoxe lui-même.
Exemple 1
Phrase 1 : « Après la préparation de Schrödinger, le chat est dans l'état : {\displaystyle {(|vivant\rangle +|mort\rangle )}/{\sqrt {2}}}. »
Phrase 2 : « On trouve expérimentalement que le chat est soit dans l’état « vivant » soit dans l’état « mort ». »
Sans le mot commun état, les deux phrases ne se contrediraient pas.  
Dans la phrase 1, il s'agit d'un état dynamique : « Comment le système évoluerait s’il était isolé ? »
Dans la phrase 2, il s'agit d'un état de valeur : « Quelles observables ont une valeur, et quelle est cette valeur ? »
Exemple 2
« Quelle est la solution du problème de la mesure ? Je dis que c’est celle-ci : lorsqu’on mesure X avec des états propres {\displaystyle |X_{i}\rangle }, le résultat {\displaystyle x_{i}} est observé avec la probabilité : {\displaystyle |\langle \psi |X_{i}\rangle |^{2}}, où  {\displaystyle |\psi \rangle } est l’état initial. C’est ce à quoi nous en revenons, et cela conviendra aussi comme point de départ » (Simon Saunders (en), 1994).

##### Négation du postulat 5
Certains positivistes suivent la même piste que la théorie de la décohérence (voir plus bas) pour résoudre PMQ2, en niant le postulat 5. Cette position est celle des positivistes les plus importants et les plus « durs » (les positivistes standards prescrivent seulement d'utiliser le postulat 5 comme une « recette » utile). Bas van Fraassen écrit ainsi : « Ni le postulat de projection ni aucun autre principe d'interprétation ne sont nécessaires pour expliquer la répétabilité ». Inutile de « réduire » le vecteur d'état pour tenir compte des informations acquises lors d'une séquence d'expériences antérieures. Inutile en particulier de le « réduire » pour expliquer que la probabilité de répéter le même résultat en cas de seconde mesure identique immédiatement après soit égale à 1. L'« état dynamique » n'a pas à être modifié brutalement; il évolue, il s'intrique, mais il n'a jamais à être « réduit ». Roland Omnès, qui est pourtant loin d'être positiviste, a démontré qu'on peut parfaitement se passer du postulat 5. Selon son résultat, il n'est pas indispensable de suivre la séquence habituelle : (a) préparation, (b) définition d'un vecteur d'état, (c) première mesure, (d) réduction du vecteur d'état, puis (e) calcul de la probabilité pour le résultat d'une nouvelle mesure à partir du vecteur d'état réduit. À la place de cela, on peut calculer, directement à partir du vecteur d'état initial, la probabilité conditionnelle d'obtenir un résultat lors de la seconde mesure si tel résultat était obtenu pour la première mesure. Ce résultat vient à l'appui de la phrase de Saunders qui suggère que tout ce dont on a besoin pour « interpréter » la mécanique quantique de la manière la plus économique possible est d'appliquer extensivement le postulat 4 d'évaluation des probabilités.
Cette approche, de même que la théorie de la décohérence, ne répond pas entièrement à PMQ1.
Éléments en faveur de l'approche positiviste
- Correspond à l'épistémologie latente d'une partie de la communauté des physiciens (voir Stephen Hawking) : une théorie scientifique se doit (presque par définition, ou du moins en bonne pratique) d'être de nature positiviste : se limiter aux prédictions et éviter les aspects ontologiques.
- Ne peut être contredite, tant que les résultats de mesure sont en accord avec la théorie.

Éléments en défaveur de l'approche positiviste
- Cette approche ne répond pas au problème de la mesure, mais déclare que ce problème n'a pas de sens scientifique. Cela peut être considéré comme insatisfaisant.
- « Il s'agit d'une dissolution et non d'une solution du problème de la mesure quantique » (Michel Bitbol)

La question de savoir si ceci est un élément défavorable ou favorable à l'interprétation positiviste reste cependant ouverte. Après tout, il peut être utile, à certaines étapes du développement de la science, de montrer qu'un problème est mal posé ou n'existe pas. Il suffit de penser à Galilée qui considérait qu'il n'y a pas lieu de se demander, entre deux mobiles en translation uniforme l'un par rapport à l'autre, lequel est « réellement » au repos et lequel est « réellement » en mouvement. À l'époque, les aristotéliciens lui reprochaient de ne pas vouloir répondre à une « vraie » question scientifique; mais Galilée s'en tenait à sa position, selon laquelle son principe de relativité enlève tout sens à la question du mouvement « réel ».
- La plupart des approches positivistes n'abordent pas de front, ou passent sous silence, le problème de l'incohérence mathématique entre le postulat 6 et le postulat 5, alors qu'il s'agit d'un problème purement mathématique, et ne dépend d'aucune ontologie ou terminologie.
- Les autres tentent de résoudre le problème de l'incohérence en niant le postulat 5, mais laissent PMQ1 non entièrement résolu.

### Approches réalistes
À l'inverse de l'approche positiviste, un certain nombre de physiciens pensent que les postulats de la mécanique quantique nous disent quelque chose à propos de la réalité physique et recherchent donc la cohérence et le sens des postulats, et leur adéquation avec la réalité elle-même.

#### La mécanique quantique décrit totalement la réalité
Les différentes approches de cette catégorie reposent sur la conviction que les postulats 1 et 6 sont exacts, c'est-à-dire que la réalité est entièrement déterminée par un vecteur d'état, dont l'évolution est régie par l'équation de Schrödinger.
Le postulat 5 est alors soit nié, soit déduit du postulat 6.

##### Mondes multiples ou «théorie des états relatifs»
Cette approche, initiée par Hugh Everett en 1957, prend le parti de considérer que toute la réalité est décrite par le postulat 6, et stipule que le postulat 5 n'est qu'une illusion.
Cela signifie que, quand une mesure quantique peut donner plusieurs résultats différents, l'ensemble des superpositions de toutes les valeurs possibles de la mesure coexistent dans un multivers, mais nous n'aurions conscience que d'une seule éventualité car notre conscience (qui est par hypothèse, dans cette théorie, un phénomène purement physique) se retrouve quantiquement intriquée avec un et un seul résultat de la mesure. 
Autrement dit, soit un état quantique {\displaystyle |\psi \rangle } à mesurer par une observable A, décomposée en un ensemble complet de projecteurs orthogonaux {\displaystyle E_{i}}.
D'après le postulat 5, l'état quantique {\displaystyle |\psi \rangle } évolue dans un état (aléatoirement déterminé) {\displaystyle E_{i}|\psi \rangle } après une mesure par cette observable.
D'après la théorie des mondes multiples, l'état quantique {\displaystyle |\psi \rangle }, après une mesure la même observable, évolue en :
{\displaystyle E_{1}|\psi \rangle |Etat\ de\ conscience_{1}\rangle +E_{2}|\psi \rangle |Etat\ de\ conscience_{2}\rangle +...+E_{n}|\psi \rangle |Etat\ de\ conscience_{n}\rangle }
L'observateur (et la partie de l'univers intriquée avec lui) se « scinde » donc, à chaque fois qu'une mesure quantique peut donner plusieurs résultats différents.
Il est donc impossible, pour un état de conscience donné, de percevoir l'ensemble des états superposés, pourtant réels d'après cette théorie. Cela donne un sens au postulat 5 qui ne décrit alors pas la réalité, mais une illusion due à notre conscience.
PMQ1 et PMQ2 sont donc expliqués : l'aspect aléatoire et discontinu (PMQ1) de l'évolution de la fonction d'onde, ainsi que la rupture de linéarité et d'unitarité (PMQ2) n'est qu'une apparence trompeuse et n'existe pas au niveau du multivers. 
Il est important de noter que, bien que faisant intervenir la notion de conscience, cette approche est à distinguer des autres approches faisant intervenir la conscience. Dans la théorie des mondes multiples, la conscience est un phénomène physique qui entre entièrement dans le cadre du postulat 6. Dans les autres approches faisant intervenir la conscience, celle-ci est soit en dehors des lois quantiques, ou décrite par une physique quantique modifiée. On pourrait tout aussi bien parler « d'état de l'appareil de mesure » plutôt que « d'état de conscience ».
Éléments en faveur de cette approche
- Cette approche a le mérite d'apporter une réponse claire aussi bien à PMQ1 qu'à PMQ2.
- De plus, elle s'accorde bien (et apporte une ontologie) à l'intégrale de chemin de Richard Feynman.
- Apporte également une réponse au problème de la contrafactualité.

Éléments en défaveur de cette approche
- N'apporte pas de réponse claire sur le processus de la mesure en lui-même :
  - À partir de quel moment, et sur quels critères, les projecteurs entrent en œuvre et les univers (et consciences) se subdivisent-ils ?
  - N'apporte pas d'explication au postulat 4 (règle de calcul des probabilités)
- Le nombre inconcevablement grand (voire, d'après d'Espagnat une infinité continue) d'univers parallèles qu'implique cette théorie. L'univers est-il véritablement à ce point « dispendieux » ?
- Que penser de la multitude d'« alter ego » que possède dans cette théorie chaque individu conscient ?

Physiciens représentatifs de cette approche
Hugh Everett, David Deutsch, John Wheeler, DeWitt et Graham

##### Décohérence
Cette approche vise à démontrer que le postulat 5 est une conséquence du postulat 6, bien que ces deux postulats semblent a priori incompatibles. L'idée de cette approche est que, si un système quantique ne peut être parfaitement isolé, alors son interaction avec son environnement entraîne nécessairement la disparition des superpositions quantiques.
Autrement dit, selon cette approche, la réalité est bel et bien décrite uniquement et entièrement par le postulat 6, mais le fait qu'un système quantique ne puisse jamais être « pur » et décorélé de son environnement entraîne la nécessité du postulat 5.
La décohérence est modélisée en utilisant le formalisme de la matrice densité. On peut montrer alors que la matrice densité correspondant à un système quantique tend très rapidement à devenir diagonale quand ce système quantique est mis en interaction avec un « environnement ». Le fait que la matrice densité devienne « diagonale » signifie que les états superposés (particule dans deux états en même temps par exemple) tendent à disparaître. On se retrouve alors dans une situation très proche de celle stipulée par le postulat 5.
Il est important de noter que le postulat 5 n'est pas strictement et rigoureusement démontré et déduit par cette théorie. Les différences par rapport au postulat 5 sont : 
- les éléments non-diagonaux tendent vers zéro mais ne deviennent jamais strictement nuls (ce qui est logique, car tout cela est déduit du postulat 6, qui ne permet pas mathématiquement la disparition totale des états superposés, à cause de la linéarité et de l'unitarité).
- l'effondrement ne se produit pas instantanément comme le stipule le postulat 5, mais en un temps extrêmement court.
- et surtout, l'état que l'on obtient après une mesure n'est pas un état choisi parmi plusieurs états possibles comme le stipule le postulat 5, mais plutôt une coexistence de plusieurs états sans corrélation (problème du « ou-et » de John Bell).

Par conséquent, le postulat 5 n'est vu par cette théorie que comme une (excellente) approximation de ce qui se passe en réalité lors d'un processus de mesure quantique.
Cette approche apporte donc une réponse à PMQ2 : les états superposés tendent à disparaître (deviennent indétectables), et on ne peut détecter en pratique que les états quantiques possédant une valeur définie, d'où le postulat 5.
En revanche, cette approche laisse PMQ1 inexpliqué. Voici une citation de Erich Joos à ce propos : « La décohérence résout-elle le problème de la mesure ? Certainement pas. À une étape ou à une autre nous devrons encore appliquer les règles probabilistes habituelles de la théorie quantique. Elles sont par exemple cachées dans les matrices densité. »
Éléments en faveur de cette approche
- Théorie suffisamment formalisée pour pouvoir faire des prédictions testables par l'expérience.
- Un nombre croissant d'expériences qui montrent un bon accord entre la théorie et les résultats de mesure ).

Éléments en défaveur de cette approche
- Ne dit rien sur PMQ1
- Ne reproduit pas tout à fait le postulat 5
- Problème du « ou-et » de John Bell (voir Unicité de la mesure)

Physiciens représentatifs de cette approche
Heinz-Dieter Zeh, Wojciech Hubert Zurek, Erich Joos, Serge Haroche

##### Histoires consistantes
Cette approche a été proposée  par Robert B. Griffiths en 1984, et a ensuite été reprise et développée par Roland Omnès 1987 et Murray Gell-Mann en 1990.
Elle consiste à modéliser l'évolution d'un système quantique par une « histoire consistante ». Une histoire est une séquence de sous-espaces vectoriels {\displaystyle F_{1},..,F_{n}} (qui, rappelons le, d'après le postulat 1, représentent chacun un état quantique du système), à des temps {\displaystyle t_{1},..,t_{n}}.
Les temps {\displaystyle t_{1},..,t_{n}} ne sont pas quelconques, mais sont caractérisés par un évènement particulier, ou des changements de propriétés du système, en fonction de l'expérience réalisée et du système décrit. À chaque temps {\displaystyle t_{i}} est associé une observable {\displaystyle A_{i}} qui elle-même se décompose en un  ensemble complet de projecteurs orthogonaux {\displaystyle E_{j}}.
À chaque temps {\displaystyle t_{i}}, l'observable associée {\displaystyle A_{i}} subdivise l'histoire en cours en n histoires différentes, n étant le nombre de projecteurs orthogonaux de l'observable. Par exemple, à partir d'un état (un sous-espace vectoriel) {\displaystyle F_{1}} au temps {\displaystyle t_{1}}, on a n sous-espaces F2.1, F2.2, .., F2.n au temps {\displaystyle t_{2}} etc. On a donc alors un arbre d'histoire qui se ramifie à chaque temps t.
Une histoire consiste donc à suivre un chemin dans cet arbre, en sélectionnant à chaque temps t un sous-espace parmi tous ceux possibles. 
Parmi toutes ces histoires, tous ces chemins, certaines sont qualifiées de consistantes, si elles satisfont certaines conditions. Ces conditions expriment essentiellement que, quels que soient les sous espaces {\displaystyle (F_{i},F_{j})} pris dans une histoire, les états correspondant sont sans interférences quantiques, c'est-à-dire s'excluent mutuellement. Ce sont les seules histoires retenues dans les calculs, les autres sont considérées comme « irréelles ».
Ce modèle permet de retrouver les règles de calcul de probabilité décrites par le postulat 4, et de faire certaines prévisions expérimentales vérifiées. Cela permet  de justifier que les histoires inconsistantes sont effectivement irréelles. Dans ces conditions, cela permet d'apporter une réponse à PMQ2 : les états superposés sont irréels, et comme on ne part pas du postulat 6 pour arriver à cette conclusion (mais d'un modèle), il n'y a pas de contradiction avec le postulat 6, ce qui permet également de répondre à PMQ1.
Physiciens représentatifs de cette approche
Robert B. Griffiths, Roland Omnès, Murray Gell-Mann, Jim Hartle

#### La mécanique quantique doit être modifiée
Les solutions vues jusqu'ici sont fondées, entièrement ou partiellement, sur les postulats de la mécanique quantique qui sont considérés comme exacts.
Les solutions de ce chapitre, au contraire, considèrent que de véritables solutions au problème de la mesure ne peuvent être apportées qu'en remettant plus ou moins fondamentalement en cause ces postulats.

##### Onde Pilote De Broglie/Bohm
Cette approche a été imaginée en 1927 par le physicien français Louis de Broglie pour résoudre le problème de la dualité onde/corpuscule. L'idée de base est que la réalité quantique est constituée de deux composantes fondamentales : une onde, dite onde-pilote (sans substrat matériel), et les corpuscules proprement dits. L'onde est régie selon l'équation de Schrödinger. Les corpuscules sont censés être « guidés » par cette onde et auraient d'autant plus de chances de suivre une certaine direction dans l'espace que l'onde a un module élevé dans cette région.
La nature physique de l'onde-pilote n'est pas explicitée : elle est considérée comme la manifestation de variables cachées, non locales.
Cette approche, abandonnée par de Broglie dans un premier temps, a été perfectionnée par David Bohm en 1952 
jusqu'à être capable de reproduire, qualitativement et quantitativement, toutes les prédictions de la mécanique quantique standard.
Dans ce formalisme, la fonction d'onde (onde-pilote) n'est pas suffisante pour décrire totalement l'état d'un système, il faut lui adjoindre une position (la position du centre de masse du système). Comme pour la mécanique classique, où l'aléa est levé par les connaissances complètes et précises des conditions initiales, l'aléa de mesure en mécanique quantique est, selon cette théorie, levé par la connaissance de la position initiale. 
Cette théorie explique donc très bien le problème de la mesure, car, pour PMQ1, l'indéterminisme est engendré par un manque des connaissances initiales du système (considérées comme des "variables cachées"). De plus, lors d'une mesure, on ne mesure jamais la fonction d'onde, mais l'impact de particules, et selon cette théorie, la position des particules existe avant la mesure. La mesure ne fait que révéler ces positions. Cette théorie explique donc très bien PMQ2, car la superposition quantique concerne uniquement l'onde et non les positions.
En revanche, cette théorie n'a pas pu être réconciliée totalement avec la relativité et n'est pas totalement covariante (c'est-à-dire que ses lois ne s'expriment pas tout à fait de la même manière dans tous les référentiels).
Éléments en faveur de cette approche
- Explication simple et claire de PMQ1 et PMQ2.
- Reproduit absolument toutes les prédictions de la mécanique quantique standard.

Éléments en défaveur de cette approche
- Pas de prédictions supplémentaires par rapport à la mécanique quantique standard.
- L'onde-pilote est supposée "physique" sans précision sur sa nature.
- Incompatibilité (sans conséquence observationnelle toutefois) avec l'hypothèse d'universalité du principe de relativité du mouvement.

Physiciens représentatifs de cette approche
Louis de Broglie, David Joseph Bohm, Jean-Pierre Vigier,  John Stewart Bell, Basil Hiley (en), Sheldon Goldstein (de), Jean Bricmont.

##### Réduction du paquet d'onde objective
Cette approche aborde le problème de la manière la plus frontale et la plus directe : comme le postulat 5 est (selon les partisans de cette approche) irrémédiablement incompatible avec le postulat 6, on doit en déduire qu'il existe des phénomènes physiques encore inconnus qui provoquent objectivement (c’est-à-dire sans intervention d'une conscience qui serait hors physique) l'effondrement de la fonction d'onde. Cette approche fait donc intervenir des « variables cachées », non locales, qui seraient responsables du postulat 5.
Cette approche ajoute donc des termes supplémentaires, non linéaires, à l'équation de Schrödinger afin de retrouver les résultats du postulat 5. Ces termes représentent des phénomènes physiques variables selon les auteurs :
- Ghirardi/Rimini/Weber (GRW)[3] proposent que l'équation de Schrödinger est aléatoirement perturbée, tous les 100 millions d'années environ (pour une particule donnée), par un phénomène qui a pour effet de multiplier la fonction d'onde par une gaussienne localisée, provoquant l'effondrement de la fonction d'onde.
- Le développement de la proposition de GRW a conduit à une modification continue de ces localisations (continuous spontaneous localization ou CSL[4]) permettant d'enlever la nature discrète du phénomène qui peut sembler problématique et surtout de prendre en compte le cas des particules identiques qui n'était pas traitable avec la théorie de base de GRW. Des modifications dissipatives de la CSL[5] permettent de compenser l'augmentation en énergie générée des précédentes itérations de la théorie. Pour pouvoir donner une origine physique au bruit qui produit les localisations des modifications avec bruit coloré ont été proposées dans [6].
- Penrose pense que la gravitation peut influencer l'évolution de l'équation de Schrödinger.

Ces approches partagent un certain nombre d'inconvénients. 
En premier lieu, comme l'approche de Bohm, les termes non-linéaires associées à des variables cachées ont du mal à être relativistement covariants bien que des travaux tendent à surmonter ces difficultés.
En second lieu, elles peuvent apparaître ad hoc, c'est-à-dire construites en fonction des résultats attendus, et non fondée sur une théorie existante qui mènerait naturellement à ces résultats.
Enfin, leur réfutabilité n'est pas évidente même si des propositions d'expériences ont été faites.
En revanche, avec ces approches, PMQ1 et PMQ2 obtiennent des réponses claires et directes. L'ingrédient « non-déterministe » est apporté par les variables cachées. Et la non-linéarité du postulat 5 provient de la non-linéarité des termes supplémentaires.
Éléments en faveur de cette approche
- Explique de manière simple et directe PMQ1 et PMQ2.
- Approche parmi les plus « raisonnables », dans le sens où elle ne suppose pas d'éléments extraordinaires comme des univers parallèles ou une conscience hors physique.
- Réfutable pour les versions les plus avancées.

Éléments en défaveur de cette approche
- Problèmes avec la relativité restreinte.
- Problèmes avec la conservation de l'énergie dans les premières versions de ces approches.
- Repose sur des hypothèses ad hoc ou des hypothèses physiques non encore démontrées.

Physiciens représentatifs de cette approche
Roger Penrose, Ghirardi/Rimini/Weber

### Approche Idéaliste

#### Intervention de la conscience
Cette interprétation part du constat que le problème de la mesure n'existe que s'il existe des individus conscients pour prendre connaissance du résultat d'une mesure. En effet, tant que l'on n'a pas conscience du résultat d'une mesure sur un système (par exemple l'ouverture de la boîte contenant le chat de Schrödinger), il n'y a absolument rien qui amène à penser que le système n'est pas, en réalité, dans un état superposé qu'implique le postulat 6. D'où l'affinité qui semble exister, aux yeux des tenants de cette théorie, entre la conscience et le postulat 5.
Pour ceux-ci, la conscience est un phénomène en dehors de la physique et qui échappe à la description par la mécanique quantique, et c'est elle qui provoque l'effondrement de la fonction d'onde décrit par le postulat 5. Dès lors, l'incohérence mathématique et logique entre les postulats 5 et 6 se comprend, car elle n'est que le reflet de l'opposition entre un monde physique et un monde non physique. C'est donc une réponse directe à PMQ2, ainsi qu'à PMQ1 car c'est la conscience qui apporte l'ingrédient « indéterministe » de la mesure quantique.
Mais si elle répond au problème de la mesure, cette approche ouvre d'autres questions qui ne sont peut-être pas plus faciles à résoudre. Quelle est cette composante « non physique » de l'univers ? A quelle époque la Terre est-elle passée d'un état superposé à un état défini, à l'apparition du premier être conscient ?
Éléments en faveur de cette approche
- Répond à PMQ1 et PMQ2
- Explique l'affinité qui semble exister entre la conscience et le problème de la mesure.

Éléments en défaveur de cette approche
- Introduit une composante « non physique », qui ouvre la porte à des dérives scientistes ou mystiques.
- Quel était l'état de l'univers quand il n'y avait personne pour l'observer avant l'apparition de la vie ?

Physiciens représentatifs de cette approche
John von Neumann, Eugene Wigner, Fritz London, Edmond Bauer, Henry Stapp.